# Herzog von San Marco
Der Titel Herzog von San Marco wurde seit dem Jahr 1380/87, der Titel Fürst von Bisignano seit dem 3. Viertel des 15. Jahrhunderts in der Familie Sanseverino, einer der wichtigsten im Königreich Neapel, geführt, bis die Familie im Jahr 1888 in männlicher Linie ausstarb.

## Herzöge von San Marco und Fürsten von Bisignano
- Ruggero Sanseverino († 1430), 4. Conte di Tricario e Chiaromonte, 1380/1387 1. Duca di San Marco, Sohn von Venceslao Sanseverino, 3. Conte di Tricario e Chiaromonte, 1. Duca di Venosa, 1. Duca di Amalfi; ⚭ Cubella Ruffo, Tochter von Antonio 4. Conte di Montalto e Corigliano
- Antonio Sanseverino († nach 1457), dessen Sohn, 2. Duca di San Marco; ⚭ Giovannella (oder Cella) Orsini del Balzo, Tochter von Don Gabriele Duca di Venosa
- Luca Sanseverino († 1470/71), dessen Sohn, 1. Principe di Bisignano, 3. Duca di San Marco; ⚭ Gozzolina Ruffo, Tochter von Nicola Conte di Catanzaro e 1. Marchese di Motrone
- Girolamo Sanseverino († 1487), dessen Sohn, 2. Principe di Bisignano, 4. Duca di San Marco; ⚭ Giovannella Gaetani dell’Aquila
- Bernardino Sanseverino († 1516/17), dessen Sohn, 3. Principe di Bisignano, 5. Duca di San Marco; ⚭ Eleonora (oder Dianora) Todeschini Piccolomini, Tochter von Antonio 1. Duca di Amalfi
- Pietro Antonio Sanseverino († 1553/69), dessen Sohn, 4. Principe di Bisignano, 6. Duca di San Marco, 1. Duca di San Pietro in Galatina; ⚭ I Giovanna Requesens, Tochter von Galcerando Conte di Triveneto; ⚭ II Giulia Orsini, Tochter von Gian Giordano Signore di Bracciano; ⚭ III Irene Castriota Scanderbeg, Tochter und Erbin von Ferdinando 2. Duca di San Pietro in Galatina
- Niccolò Berardino Sanseverino († 1606), dessen Sohn aus dritter Ehe, 6. Principe di Bisignano, 7. Duca di San Marco, Duca di Corigliano, 2. Duca di San Pietro in Galatina; ⚭ Isabella della Rovere Principessa di Urbino
- Ferdinando Sanseverino (1562–1609), 7. Principe di Bisignano,  Duca di San Marco, Sohn von Giovanni Giacomo Sanseverino, 5. Conte di Saponara; ⚭ Isabella Gesualdo, Tochter von Fabrizio  II,  2. Principe di Venosa
- Luigi Sanseverino (1588–1669), dessen Sohn, 8. Principe di Bisignano, Duca di San Marco; ⚭ Margherita Tagliavia d’Aragona, Tochter von Carlos Duca di Terranova, Vizekönig von Sizilien
- Carlo Sanseverino (1590–1677), dessen Bruder, 9. Principe di Bisignano, Duca di San Marco; ⚭ I Orsola Montaldeo, Tochter von Bernardino Marchese di San Giuliano; ⚭ II Cecilia Orefice, Tochter von Don Francesco Principe di Sanza
- Carlo Maria Sanseverino (1644–1704), dessen Enkel, 10. Principe di Bisignano, Sohn von Giovanni Sanseverino, 9. Conte di Saponara; ⚭ Maria Fardella Gaetani, Tochter und Erbin von Giovanni Francesco Principe di Pacheco
- Giuseppe Sanseverino († 1727), dessen Sohn, 11. Principe di Bisignano, Duca di San Marco; ⚭ Stefania Pignatelli, Tochter von Nicola 8. Duca di Monteleone
- Luigi Sanseverino (1705–1772), dessen Sohn, 12. Principe di Bisignano, Duca di San Marco; ⚭ I Ippolita Spinelli dei Principi di San Giorgio; ⚭ II Cornelia Capece Galeota Duchessa di Sant’Angelo
- Pietro Antonio Sanseverino (1724–1771), dessen Sohn aus erster Ehe, Duca di San Marco; ⚭ Aurora Caracciolo 8. Principessa di Torrenova, Duchessa di Erchie, 12. Marchesa di Casalbore, Tochter und Erbin von Principe Tommaso und Ippolita de Dura Duchessa di Erchie
- Luigi Sanseverino (1758–1789), deren Sohn, 13. Principe di Bisignano, Duca di San Marco,
- Tommaso Sanseverino (1759–1814), dessen Bruder, 14. Principe di Bisignano, 1. Duca di Erchie, etc.; ⚭ Livia Firrao, Tochter und Erbin von Tommaso Principe di Sant’Agata, Principe di Luzzi, Principe di Pietralcina e Duca di Jelzi
- Pietro Antonio Sanseverino (1790–1865), dessen Sohn, 15. Principe di Bisignano, 1. Duca di Jelzi, etc.; ⚭ Maria Antonia Serra, Tochter von Luigi 4. Duca di Cassano
- Luigi Sanseverino (1823–1888), dessen Sohn, 16. Principe di Bisignano, 3. Duca di Erchie, ⚭ Giulia Imperiali dei Principi di Francavilla